# Pedro Pena Pérez
Pedro Pena Pérez (Santiago de Compostela, 1889-Santiago de Compostela, 1975), fue un médico y profesor universitario español.

## Biografía
Licenciado en Medicina por la Universidad de Santiago de Compostela (1906) y doctorado en la Central de Madrid (1907), gracias a una beca pensionada de la Junta de Ampliación de Estudios (JAE) se formó  Fisiología y Patología de la nutrición y de las glándulas endocrinas en Zürich y Basilea con destacados científicos como Stähelin, Química Fisiológica con G. v. Bumge y Secreciones Internas y Nutrición con R. Metzner en el verano de 1918 e invierno de 1918-1919. Interrumpió su pensión de mayo de 1919 a enero de 1920, luego continuó en Berna con Sähli con la beca de la JAE, y fue posteriormente becado por la Universidad de Santiago para estudiar, en París, los nuevos métodos de exploración clínica.
Colaborador y discípulo de Roberto Nóvoa Santos, ganó la cátedra de Patología General de la Facultad de Medicina de Cádiz en 1927, que ocupó brevísimamente, por trasladarse a la de Santiago al quedar vacante la misma al pasar su maestro a la de Madrid. En 1936 se trasladó a la de Patología y Clínica Médicas, también en Santiago. Fue secretario y decano de la Facultad de Medicina, vicerrector y nombrado rector por las autoridades militares, tras la dimisión de Luis Iglesias Iglesias por el golpe de Estado que dio lugar al inicio de la guerra civil en julio de 1936; fue cesado tres meses más tarde por considerarlo poco afecto a los rebeldes, sustituyéndole Felipe Gil Casares. Fue miembro de la Sociedad Española de las Enfermedades del Aparato Digestivo y de la Nutrición y de la Sociedad Española de Física y Química.
Autor de más de una cincuentena de trabajos sobre todo de aparato digestivo y nutrición, publicó principalmente en Galicia Médica, Revista Médica Gallega —de la que fue director un tiempo— y España Médica.